# Корсаковы
Корсаковы (Карсаковы, Корсоковы, Карсоковы, Римские-Корсаковы, Дондуковы-Корсаковы) — древний дворянский род.
Некоторым из Корсаковых дозволено (1677) писаться Римскими-Корсаковыми.
При подаче документов для внесения рода в Бархатную книгу были предоставлены родословные росписи: Римских-Корсаковых (24 декабря 1685), которые (до 1677) писались Корсаковыми и Якова Корсакова (1686). К родословным были приложены: царские кормлённые жалованные грамоты Василия III на волости: Суда в Белоозере (1499), Бохтюга Вологодского уезда (1503), Корбана и Двинница Вологодского уезда (1506-1508), на половину доходов в Новгороде (1526-1529), на г. Устюг (1537-1538), грамота Ивана IV:  на волость Выгоозеро Обонежской пятины (1553).
Род Корсаковых внесён в VI, II и III части родословной книги губерний: Московской, Нижегородской, Новгородской, Олонецкой, Орловской, Санкт-Петербургской, Псковской, Воронежской и Костромской.
По мнению русского лингвиста-тюрколога Н.А. Баскакова фамилия Корсаков происходит от слова «корсак» (степная лиса), заимствованного из тюркских языков кыпчакской группы.

## Происхождение и история рода
Ответвление древнего литовского рода Корсак. Сказания старинных родословцев и семейные предания утверждают, что Жигимунт Корсак, родом из Моравии, пришел в Литву при Витовте и что его сыновья, Вячеслав и Милослав, прибыли в 1390 году в Москву в свите Софьи Витовтовны, жены великого князя Василия Дмитриевича московского. От Вячеслава пошли Корсаковы и Римские-Корсаковы, а от Милослава — Милославские.
Несомненно, что Корсаковы уже во второй половине XV веке существовали в России. Василий Михайлович Корсаков сопровождал в Литву дочь Иоанна III, великую княжну Елену, невесту литовского великого князя Александра. Трое Корсаковых убиты при взятии Казани (1552), имена их записаны в синодик  московского Успенского собора на вечное поминовение. Опричником Ивана Грозного числился Елизар Семёнович Корсаков (1573). В XVII веке Елизар Семенович Корсаков воевода в Угличе, Клементий (прозвище Третьяк) Григорьевич Корсаков — дьяком Поместного приказа, Иван Степанович Корсаков, во иноках Игнатий — митрополит сибирский и тобольский. Иван Максимович Корсаков, в иноках Иосиф, был митрополитом псковским (†  1717).

## Князья Дондуковы-Корсаковы
Мария Васильевна Корсакова, была замужем за князем Ионою Фёдоровичем Дондуковым, которые от брака имели единственную дочь, княжну Веру Ионишну, вышедшею замуж за полковника Никиту Ивановича Корсакова.
По указу императора Александра I, полковнику Никите Корсакову, последовавшему на прошение жены его Веры Корсаковой, дочери умершего бригадира, князя Ионы Дондукова, на ней, просительнице рода пресекающуюся, разрешено принять титул и фамилию князя Дондукова-Корсакова (15 июля 1802).
Единственная дочь их, княжна Мария Никитична, вышла замуж за полковника Михаила Александровича Корсакова, который, по указу императора Александра I, принял титул и фамилию князя Дондукова-Корсакова (10 сентября 1820).

## Описание герба
В щите накрест разделенном находится в середине малый щиток, имеющий семь полос, из которых одна вверху голубая с тремя серебряными шестиугольными звездами, а прочие полосы серебряного и красного цвета. На верхе сего щитка наложена дворянская корона, над которой виден серебряный полумесяц рогами вверх обращенный и золотой над ними крест (польский герб Шелига). В первой части, в голубом поле, идущий влево серебряный медведь. Во второй части, в красном поле, два серебряные якоря связанные кольцом. В третьей части, в красном поле, положены крестообразно две серебряные сабли остроконечием обращенные к подошве щита (изм. польский герб Пелец). В четвёртой части, в голубом поле, серебряная башня с двумя зубцами.
Щит увенчан обыкновенным дворянским шлемом со страусовыми перьями. Намёт на щите с правой стороны голубой, а с левой красный, подложенный серебром. Герб внесён в Общий гербовник дворянских родов Российской империи, часть 1, 1-е отд., стр. 83.

## Известные представители
- Корсаков Елизарий Фомич - воевода в Сургуте (1614-1616), Таре (1616-1618).
- Корсаков Воин - воевода в Осе (1616).
- Корсаков Воин - губной староста, воевода в Тарусе (1616).
- Корсаков Матвей - воевода в Соли-Галицкой и на Чухломе (1617-1619).
- Корсаков Воин Лукьянович - московский дворянин (1627-1640), воевода в Дедилове (1619), Соликамске (1621-1623), Брянске (1626), Туринске (1627), Суздале (1632), Верхотурье (1639-1640).
- Корсаковы: Илизарий и Дмитрий Фёдоровичи - калужские городовые дворяне (1627-1629).
- Корсаков Дмитрий Алферьевич - тарусский городовой дворянин (1629).
- Корсаков Фёдор Ратаевич - стряпчий (1629).
- Корсаков Леонтий Дмитриевич - стольник патриарха Филарета (1627-1629), московский дворянин (1636-1640).
- Корсаков Семён Дмитриевич - московский дворянин (1627-1640), воевода в Мценске (1651).
- Карсаковы: Пётр (отставлен 1643) и Иван Степановичи, Иван Семёнович, Андрей Лаврентьевич - московские дворяне (1627-1640).
- Корсаковы: Илья Александрович и Игнатий Степанович - московские дворяне (1640-1668).
- Корсаков Дмитрий Фёдорович - воевода в Воротынске (1646-1647).
- Корсаков Игнатий Стефанович - воевода в Мангазее (1652).
- Корсаков Василий Степанович - воевода в Суздале (1657), Костроме (1664-1669).
- Корсаков Гаврила - воевода в Землянске (1659-1660).
- Корсаков Игнатий - воевода в Верхнем-Ломове (1670).
- Корсаков (Римский) Андрей Леонтьевич - стольник (1676-1692), воевода в Вятке (1692).
- Корсаков Осип - воевода в Харькове (1677-1678).
- Корсаков (Римский) Дмитрий Степанович - воевода в Красноярске (1680-1683).
- Корсаков (Римский) Иван Леонтьевич - стольник (1682-1692), воевода в Саранске (1691).
- Корсаков (Римский) Михаил Игнатьевич - стольник (1692), воевода в Енисейске (1693).
- Карсаковы: Воин и Фёдор Семёновичи, Юрий Иванович, Афанасий Данилович, Алексей Борисович - стряпчие (1658-1696).
- Карсаковы: Никита Гурьевич, Дмитрий Степанович, Данила Богданович, Григорий Семёнович, Гаврила Неумокоев, Абрам Ильин - московские дворяне (1658-1692).
- Карсаковы: Савва Борисович, Михаил Игнатьевич, Иван Дмитриевич, Иван Афанасьевич, Борис Степанович - стольники (1676-1692)[7].
- Корсаков, Александр Львович (1793—1873) — генерал-майор, Георгиевский кавалер.
- Корсаков, Алексей Дмитриевич (1800—1864) — генерал-майор, Георгиевский кавалер.
- Корсаков, Алексей Иванович (1751—1821) — генерал от артиллерии, директор Артиллерийского корпуса, президент Берг-коллегии, сенатор, коллекционер, знаток и ценитель предметов искусства.
- Корсаков, Алексей Иванович (1778—1808) — генерал-майор.
- Корсаков, Алексей Николаевич (1823—1890) — историк.
- Корсаков, Василий Дмитриевич (1788—1870) — генерал от артиллерии, Георгиевский кавалер.
- Корсаков, Владимир Никитич (1846—1900) — генерал-майор, офицер для особых поручений главнокомандующего Кавказской армией.
- Корсаков, Дмитрий Александрович (1843—1919) — историк, профессор Казанского университета, член-корреспондент Петербургской академии наук.
- Корсаков, Дмитрий Васильевич (1763—1803) —  — генерал-майор.
- Корсаков, Иван Ассигкритович (1850—1912) — юрист, депутат I-й Государственной думы от Новгородской губернии.
- Корсаков, Лонгин Фёдорович  (?—1872) — генерал-майор.
- Корсаков, Михаил Семёнович (1826—1871) — генерал-лейтенант, Восточно-Сибирский генерал-губернатор.
- Корсаков, Никита Васильевич (1821—1890) — генерал от инфантерии, видный военный педагог.
- Корсаков, Николай Александрович (1800—1820) — лицейский друг А. С. Пушкина.
- Корсаков, Николай Иванович (1749—1788) — военный инженер, главный строитель крепости и города Херсон.
- Корсаков, Николай Дмитриевич (1799—1876) — генерал от кавалерии, комендант Петропавловской крепости.
- Корсаков, Пётр Александрович (1790—1844) — литератор.
- Корсаков, Семён Николаевич (1787—1853) — действительный статский советник, изобретатель, гомеопат.
- Корсаков, Сергей Матвеевич (1801—?) — генерал-майор, Георгиевский кавалер.
- Корсаков, Сергей Сергеевич (1822—1894) — действительный статский советник.